# Melanagromyza spinulosa
Melanagromyza spinulosa este o specie de muște din genul Melanagromyza, familia Agromyzidae, descrisă de Spencer în anul 1974. Conform Catalogue of Life specia Melanagromyza spinulosa nu are subspecii cunoscute.